# Potamiés
Potamiés, en grec moderne : Ποταμιές, est un village du dème de Chersónissos, dans le district régional de Héraklion, de la Crète, en Grèce. Selon le recensement de 2001, la population de Potamiés compte 522 habitants. Il est situé à une altitude de 170 m et à une distance de 10 km de Liménas Chersoníssou.